# Караново (культура)
Культура Караново — культура эпохи неолита, 6200—5500 гг. до н. э. Археологический памятник Караново в Центральной Болгарии представляет собой селение на вершине холма из 18 домов, в которых могли жить до 100 человек.. Селение было постоянно заселено с начала 7 до начала 2 тысячелетия до н. э.
Культурные слои в Караново используются как основа датировки доисторических Балкан. Аналогичные по культурным характеристикам поселения существовали на территории соседней Анатолии — в частности, Ходжа-Чешме.
К позднему периоду существования культуры Караново (период Караново III—IV) относится раскапываемое с 2005 г. протогородское поселение Провадия-Солницата — крупный центр производства поваренной соли (здесь найдены самые древние солеварни на территории Европы и Передней Азии).

## Стадии
- Караново I—II
- Караново III—IV
- Караново V — см. культура Боян
- Караново VI[болг.] — см. культура Гумельница